# OPEN YOUR EYES -Nude Songs Vol.2-
『OPEN YOUR EYES -Nude Songs Vol.2-』（オープン・ユア・アイズ ヌード・ソングス・ボリューム・ツー）は、浅香唯の9枚目のスタジオ・アルバム。1990年7月4日にマイカルハミングバードよりリリースされた。

## 概要
前作『Nude Songs』の第2弾として企画、発売されたアルバムである。引き続き、メッセージ性の強い仕上がりとなっており、ロック調、ポップ調、バラードなど様々な曲調の楽曲で構成されている。先行シングル「ボーイフレンドをつくろう」と、そのカップリング「僕らの独立記念日」を収録。前作に引き続き、井上鑑が全曲のアレンジを行っている。
浅香としては初めてとなる海外レコーディングがロンドンにて行われた作品で、一部の楽曲ではイアン・ベアンソン（ギター）、ジョン・ギブリン（ベース）、ジェフ・ダグモア（ドラムス）といった現地のミュージシャンを迎えてレコーディングされている。
表題曲であるM-1「OPEN YOUR EYES」はテレビ番組でも披露され、本作の発売以降ほとんどのコンサートで歌われている。M-3「Color」は環境問題をテーマにした曲となっており、この曲をきっかけとしてその後も環境や戦争など、地球に関する曲がアルバムに収録されるようになった。M-5「失った心」は、浅香の楽曲では唯一コーラスではなく本人によるハモりを聴くことができる。
本作を引っさげて、コンサート・ツアー『Nude Songs TOUR Vol.2 OPEN YOUR EYES』（1990年7月28日 - 10月9日、全国13か所）を開催した。

## 収録曲
1. OPEN YOUR EYES
作詞: 浅香唯 / 作曲: 羽田一郎 / 編曲: 井上鑑
2. 僕らの独立記念日
作詞: 浅香唯 / 作曲: 宮手健雄 / 編曲: 井上鑑
  - 「ボーイフレンドをつくろう」のカップリング曲。
3. Color
作詞: 浅香唯 / 作曲: 伊藤心太郎 / 編曲: 井上鑑
4. Somebody Loves Me
作詞: 麻生圭子 / 作曲: 前田克樹 / 編曲: 井上鑑
5. 失った心
作詞: 浅香唯 / 作曲: 羽田一郎 / 編曲: 井上鑑
6. Don't Tell Her About Me
作詞: 麻生圭子 / 作曲: 前田克樹 / 編曲: 井上鑑
7. Close to My Heart
作詞: 麻生圭子 / 作曲: 伊藤心太郎 / 編曲: 井上鑑
8. 秘密にできない
作詞: 浅香唯 / 作曲: 宮手健雄・伊藤心太郎 / 編曲: 井上鑑
9. ボーイフレンドをつくろう
作詞: 麻生圭子 / 作曲: 羽田一郎 / 編曲: 井上鑑
10. Our Birthday
作詞: 麻生圭子 / 作曲: 伊藤心太郎 / 編曲: 井上鑑

## 関連作品
- 浅香唯大全集 THE COMPLETE BOX
- 浅香唯 30周年記念コンプリートBOX